# Reino do Brasil
O Reino do Brasil foi um dos reinos integrantes do Reino Unido de Portugal, Brasil e Algarves, criado a partir da elevação do Estado do Brasil a essa condição, no dia 15 de dezembro de 1815. Foi extinto no dia 12 de outubro de 1822, com a aclamação do então príncipe regente como imperador Pedro I e a instituição da independência política do país, que seria reconhecida por Portugal apenas dois anos depois, com a assinatura do Tratado do Rio de Janeiro. Durante a sua curta existência, o Reino do Brasil teve apenas dois monarcas: Maria I e João VI. 
Desde 1808, com a invasão de Portugal pelas forças francesas napoleônicas, a sede do Reino de Portugal estava estabelecida na capital da sua maior colônia: o Estado do Brasil, o Rio de Janeiro, registrando-se o que alguns historiadores denominam de "inversão metropolitana", ou seja, da colônia passou a ser exercida a soberania e o governo do Império Português. A partir de 1815, ano da derrota de Napoleão e do início do Congresso de Viena, com o intuito de afastar o risco de que as elites coloniais da América portuguesa seguissem o rumo das elites da América espanhola - isso é, rompessem violentamente os vínculos com metrópole - o então príncipe regente João eleva o Brasil a condição de Reino unido em igualdade com Portugal.
Teve a sua curta existência marcada pelo crescimento de movimentos independentistas no Brasil, como a Revolução Pernambucana e por movimentos pedindo a volta da família real para Portugal. A partir de 7 de março de 1821, com o retorno de João VI, o seu filho mais velho e herdeiro, Pedro de Alcântara, foi nomeado seu regente no Brasil. Foi extinto em 12 de outubro de 1822 com a aclamação de Pedro como imperador e a proclamação de independência do reino, agora convertido em Império.

## Antecedentes

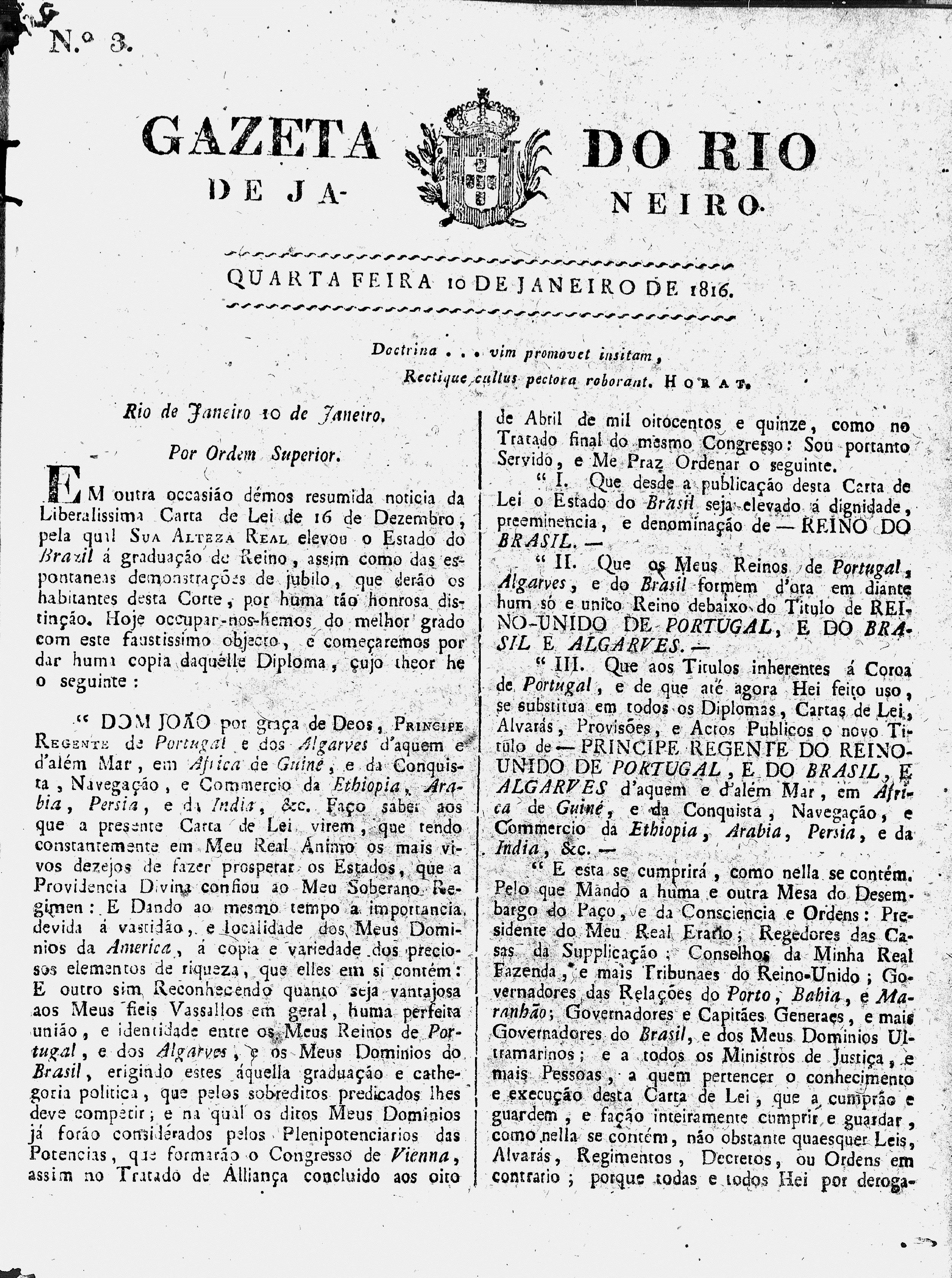
Capa da Gazeta do Rio de Janeiro, do dia 10 de janeiro de 1816. Nela, há uma transcrição da lei, de dezembro de 1815, que elevou o Estado do Brasil a Reino do Brasil.

Desde o ano de 1808 a corte portuguesa estava, em caráter provisório, sediada na cidade do Rio de Janeiro, em razão da invasão do território europeu de Portugal pelas forças napoleônicas no final de 1807. A partir desse momento o Brasil e, em especial, o Rio de Janeiro, começou a experimentar uma posição privilegiada no Império Português, o que levou, entre outras coisas, ao aumento da autonomia das elites econômicas brasileiras, principalmente com a inserção dessa no mercado global com a Abertura dos Portos.
Com a derrota de Napoleão em 1814 pelas forças da Sexta Coligação e da expulsão francesa da península ibérica, as potências da Santa Aliança passaram a esperar que, terminadas as turbulências que o levaram a fugir de Portugal, João e sua família voltassem a sede de seu reino. No entanto, a instabilidade da Europa pós napoleônica conjugada à necessidade de evitar com que a maior colônia portuguesa seguisse os rumos da América espanhola e rompesse todos os vínculos com a metrópole de forma violenta face à remoção dos seus privilégios acabou levando o príncipe regente a elevar o Estado do Brasil à condição de reino, com capital no Rio de Janeiro.

## Crise
Pouco após a elevação do Estado do Brasil à condição de reino, movimentos de contestação se afloram no território do recém instituído reino unido, com destaque para a Revolução Pernambucana e a Revolução do Porto.

### Revolução Pernambucana

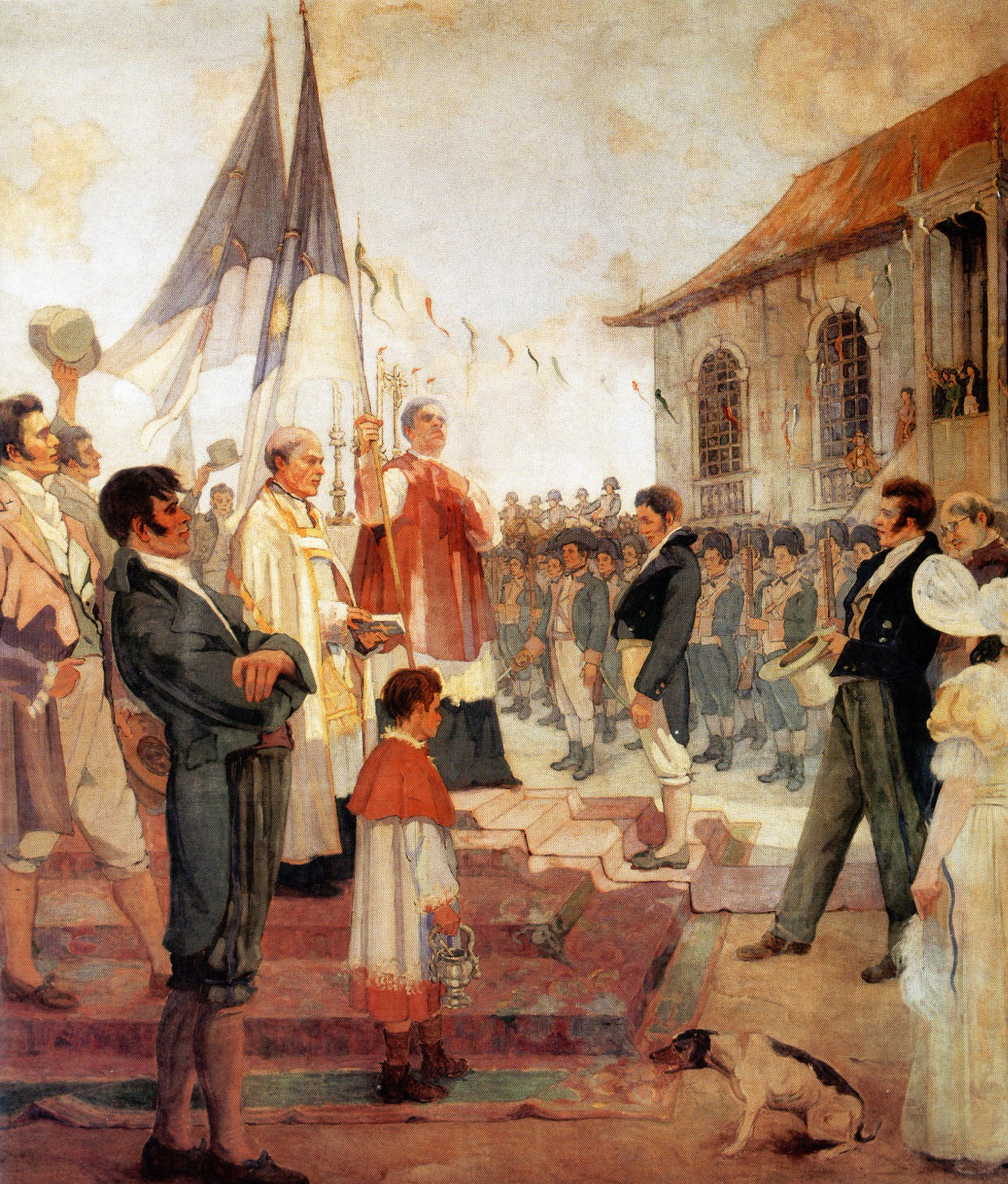
Benção das bandeiras da Revolução de 1817, óleo sobre tela de Antônio Parreiras. O movimento é considerado um precursor da Independência do Brasil.

A Revolução Pernambucana, também conhecida como "Revolução dos Padres", foi um movimento emancipacionista que eclodiu no dia 6 de março de 1817 em Pernambuco, no Brasil. Dentre as suas causas, destacam-se a influência das ideias iluministas propagadas pelas sociedades maçônicas, o absolutismo monárquico português e os enormes gastos da Família Real e seu séquito recém-chegados ao Brasil — a capitania de Pernambuco, então a mais lucrativa da colônia, era obrigada a enviar para o Rio de Janeiro grandes somas de dinheiro para custear salários, comidas, roupas e festas da Corte, o que dificultava o enfrentamento de problemas locais (como a seca ocorrida em 1816) e ocasionava o atraso no pagamento dos soldados.
Único movimento separatista do período de dominação portuguesa que ultrapassou a fase conspiratória e atingiu o processo de tomada do poder, a Revolução Pernambucana provocou o adiamento da aclamação de João VI de Portugal como rei e o atraso da viagem de Maria Leopoldina de Áustria para o Rio de Janeiro, mobilizando forças políticas e suscitando posicionamentos e repressões em todo o Reino do Brasil. O príncipe regente impôs uma repressão violenta: quatorze revoltosos foram executados pelo crime de lesa-majestade (a maioria enforcados e esquartejados, enquanto outros foram fuzilados), e centenas morreram em combate ou na prisão. Ainda em retaliação, João VI desmembrou a então comarca das Alagoas do território pernambucano (sete anos mais tarde, Pedro I tiraria de Pernambuco as terras que correspondem ao atual Oeste da Bahia como punição pela Confederação do Equador). Apenas na data de sua coroação, em 6 de fevereiro de 1818, Dom João ordenou o encerramento da devassa.
A Revolução Pernambucana contou com relativo apoio internacional: os Estados Unidos, que dois anos antes tinham instalado no Recife o seu primeiro Consulado no Brasil e no Hemisfério Sul devido às relações comerciais com Pernambuco, se mostraram favoráveis ao movimento, bem como os ex-oficiais de Napoleão Bonaparte que pretendiam resgatar o seu líder do cativeiro em Santa Helena, levá-lo a Pernambuco e depois a Nova Orleans.
Os revolucionários, oriundos de várias partes da colônia, tinham como objetivo principal a conquista da independência de parte do Brasil em relação a Portugal, com a implantação de uma república liberal. O movimento abalou a confiança na construção do império americano sonhado pelo rei João VI, e por este motivo é considerado o precursor da independência brasileira, ocorrida em 1822.

### Revolução do Porto

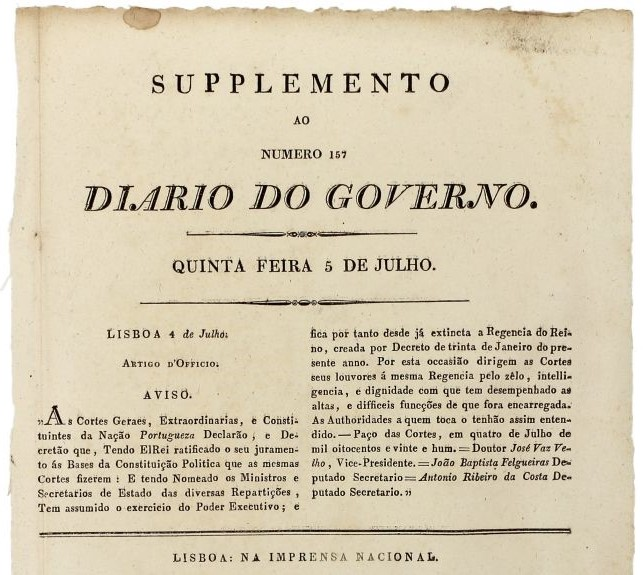
Decreto de 5 de julho de 1821 que extingue a regência portuguesa após o retorno de João VI a Portugal

A Revolução do Porto, também referida como Revolução Liberal do Porto, foi um movimento de cunho liberal que eclodiu a 24 de agosto de 1820 na cidade do Porto e teve repercussões tanto na História de Portugal quanto na História do Brasil. O movimento resultou no retorno da Corte Portuguesa, no fim do absolutismo em Portugal e na instalação das Cortes Gerais e Extraordinárias da Nação Portuguesa, que culminaram com aprovação da Constituição Portuguesa de 1822, no dia 4 de novembro de 1822.

## Independência
Com a volta de João VI a Portugal em março de 1821 o Brasil ficou sob a regência de seu filho mais velho, Pedro de Alcântara. Em 29 de setembro e em 1 de outubro as Cortes Portuguesas exigiram, por meio de dois decretos, o retorno do príncipe regente Pedro a Portugal, além de expedirem outras medidas que subordinavam o governo brasileiro diretamente a Lisboa. Tudo isso acabou levando a uma tensão entre as autoridades constituintes e ao governo do príncipe regente, que desobedeceu a ordem de retorno no dia 9 de janeiro do ano seguinte, no evento que ficou conhecido como Dia do Fico.
Nos meses seguintes a tensão entre as cortes e as autoridades do Brasil só aumentou: em fevereiro a nomeação de um novo governador na Bahia acabou gerando uma breve guerra civil e, em 1 de agosto o príncipe regente declarou como inimigas quaisquer forças militares que adentrassem o reino sem a sua expressa permissão, dando margem para combater tropas enviadas de Portugal. Em 12 de outubro, com a aclamação de Pedro como Imperador, o Brasil passou do estatuto de Reino para o de Império. A escolha do termo "Imperador" e não de "Rei" deu-se para representar a separação com a monarquia portuguesa, mostrando que o Imperador fora assim constituído por aclamação e não por direito sucessório português com título de Rei.
A Independência foi combatida em todo o Brasil por unidades militares armadas leais ao governo português. A guerra de independência que se seguiu foi travada em todo o país, com batalhas nas regiões Norte, Nordeste e Sul. Os últimos soldados portugueses renderam-se em março de 1824 e a independência foi reconhecida por Portugal em agosto de 1825, por meio da assinatura do Tratado do Rio de Janeiro.